# 島根県立邑智高等学校
島根県立邑智高等学校（しまねけんりつ おおちこうとうがっこう, Shimane Prefectural Ohchi High School）は、島根県邑智郡美郷町（旧・邑智町）に所在した公立の高等学校である。
2007年（平成19年）4月に島根県立川本高等学校と統合の上、島根県立島根中央高等学校が発足したため生徒募集を停止し、2009年（平成21年）3月31日に閉校した。

## 概要
歴史
1948年（昭和23年）に島根県立川本農林高等学校の定時制「粕淵分校」として設置された。その後本校の統合により、島根県立川本高等学校の分校となり、1956年（昭和31年）に「島根県立邑智高等学校」として独立した。分校設置から61年目（独立から53年目）の2009年（平成21年）3月31日に閉校した。
設置課程・学科
全日制課程 普通科　（2008年度（平成20年度）時点）

## 沿革
- 1948年（昭和23年）
  - 4月1日 - 学制改革（六・三・三制の実施）により、島根県立川本農林学校が廃止され、新制高等学校「島根県立川本農林高等学校」が発足。
  - 8月17日 - 定時制分校として「島根県立川本農林高等学校 粕淵分校」が設置される。
- 1949年（昭和24年）4月1日 - 高校三原則に基づく島根県内公立高校の再編が行われる。
  - 島根県立川本農林高等学校が島根県立川本高等学校に統合され、「島根県立川本高等学校 粕淵分校」と改称。家庭科を設置。
- 1956年（昭和31年）6月1日 - 島根県立川本高等学校から分離し、定時制「島根県立邑智高等学校」（最終名）として独立。
- 1959年（昭和34年）4月1日 - 家庭科を全日制課程に切り替える。
- 1960年（昭和35年）4月1日 - 農業科を全日制課程に切り替える。
- 1966年（昭和41年）4月1日 - 家庭科・農業科を普通科に切り替える。
- 2002年（平成14年）4月1日 - 美郷町立邑智中学校との連携型中高一貫教育を正式に開始。
- 2007年（平成19年）4月1日 - 島根県立島根中央高等学校の新設により、生徒募集を停止。
- 2009年（平成21年）3月31日 - 閉校。

## 閉校後
- 閉校後の邑智高等学校の校舎は、改装を経て2010年（平成22年）4月1日から美郷町立邑智中学校の校舎として使用されている。